# Systém jednotného tarifu

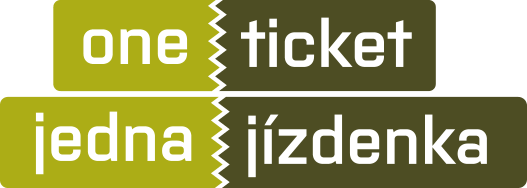
Jedna jízdenka/One Ticket

Systém jednotného tarifu (SJT), propagovaný pod obchodní značkou OneTicket / Jedna jízdenka a někdy zmiňovaný též jako národní tarif, je v České republice státem zřízený systém, který umožňuje od prosince 2020 cestování s více železničními dopravci na jeden jízdní doklad.  
Vzniknul především v souvislosti s její postupující liberalizací; jeho zavedení bylo v minulosti zmiňováno i jako nutná podmínka plného spuštění této liberalizace. Povinně je do systému zahrnuta veškerá železniční doprava provozovaná v závazku veřejné služby, nepovinně ostatní vnitrostátní osobní železniční doprava (tj. komerční spoje). Od počátku bylo zmiňováno i možné budoucí rozšíření na autobusovou dopravu a na stávající systémy integrované dopravy.
OneTicket je jízdenka Systému jednotného tarifu.  
Výhodou jednotné jízdenky má být, podle tvůrců systému, jednotný přístup k zákazníkovi. Celá cesta tvoří tzv. jednu přepravní smlouvu, která chrání právo cestujícího na bezproblémovou cestu, pomoc nebo odškodnění v případě potíží. 

## Historie
Snahy o technologické sblížení odbavovacích systémů v Česku kulminovaly již v roce 2008. Sdružení pro dopravní telematiku tehdy zpracovalo projekt řešení a navrhlo, aby se Ministerstvo dopravy ČR stalo garantem tzv. národního dopravního standardu, který by zahrnul a respektoval již existující systémy a vytvořil centrální evidenci, v předchozích letech se hovořilo i o tzv. Národní dopravní kartě.
Absence jednotného jízdného byla často uváděna jako jeden z důvodů, proč v Česku dosud proběhlo jen málo soutěží na dopravce pro závazkové vlaky. Vytvoření systému jedné jízdenky patří mezi programové priority vlády Andreje Babiše v oblasti dopravy. V první fázi se týká pouze železniční dopravy, pro autobusovou není žádný termín stanoven.
Plán zavést jednotný tarif ministerstvo dopravy schválilo a ministr Dan Ťok jej oznámil v květnu 2017 s tím, že v nejbližších týdnech mělo ministerstvo začít pracovat na přípravě jeho zavedení. Tehdejší ministrovo sdělení naznačovalo, že se nepočítalo s možností kombinovat užití flexibilní jízdenky podle jednotného tarifu s použitím místenky. Podle tehdejší tiskové zprávy měl být systém vytvořen a hardware pořízen prostřednictvím státního podniku CENDIS a ministerstvo mělo vybrat provozovatele tohoto systému a provést další kroky tak, aby systém byl od prosince 2019 plně funkční.
Ministerstvo dopravy České republiky začalo na přípravě systému „po letech slibů“ pracovat v roce 2018. 
Přípravu projektu dostala v podniku CENDIS na starost trojice manažerů: Jan Paroubek, který působil dříve v Českých drahách a stál u rozjezdu RegioJetu i Leo Expressu, nyní pověřen řízením státního podniku CENDIS a zároveň zastává funkci ředitele úseku obchodu, Petr Moravec, který vedl českou autobusovou divizi Veolie a Abellio a byl i náměstkem generálního ředitele Českých drah, nyní působící na pozici ředitele úseku ekonomiky a Václav Henzl, dřívější IT ředitel v holdingu Student Agency a Leo Expresu, který je zmiňován jako vedoucí projektu SJT, v současné době zastávající funkci bezpečnostního ředitele státního podniku CENDIS. Podle zprávy z března 2019 pracovalo aktuálně v CENDIS na vývoji systému 13 lidí.
Záměr schválila vláda 24. října 2018 v rámci celého navrhovaného balíčku změn v drážních zákonech. Vládní návrh novely zákona o dráhách, předložený vládou sněmovně 7. listopadu 2018, obsahuje ve své čtvrté části novelizaci zákona č. 194/2010 Sb., o veřejných službách v přepravě cestujících. Do něj má být podle návrhu vložen nový § 7a, který zavádí jednotný jízdní doklad a informační systém jednotných jízdních dokladů jako informační systém veřejné správy ve správě ministerstva dopravy. Nový paragraf by dopravcům uložil povinnost uznávat jednotný tarif (umožnit využití přepravních služeb na základě jednotného jízdního dokladu), a to při provozování veřejné drážní osobní dopravy na dráze celostátní nebo regionální na základě smlouvy o veřejných službách v přepravě cestujících, nepovinně pak při provozování jiné veřejné drážní osobní dopravy na dráze celostátní nebo regionální nebo při poskytování integrovaných veřejných služeb. Návrh zákona rovněž stanoví, že prodej jednotných jízdních dokladů zajišťuje každý železniční dopravce zapojený do systému a zúčtování příjmů se provádí prostřednictvím informačního systému jednotných jízdních dokladů, který je informačním systémem veřejné správy spravovaným Ministerstvem dopravy. Návrh dále definuje rozsah tohoto informačního systému a zmocňuje ministerstvo, aby vyhláškou stanovilo náležitosti a způsob prodeje jednotného jízdního dokladu. 12. července 2019 poslanecká sněmovna pustila příslušnou novelu zákona o dráhách do třetího čtení. 
V listopadu 2018 Ministerstvo dopravy a státní podnik CENDIS prezentovaly základy systému odborné veřejnosti na veletrhu CzechBus. Ministerstvo zároveň příklady cen dalo do dokumentace k soutěži o linku Ex2.
V červnu 2019 CENDIS prezentoval systém ve svém stánku na veletrhu Czech Raildays v Ostravě. CENDIS zde představil nové logo a celou vizuální podobu nového systému a webovou prezentaci na adrese jednajizdenka.cz.
V přímé návaznosti na postup novely zákona do třetí čtení rozeslalo ministerstvo dopravy 12. července 2019 dopravcům technickou a smluvní dokumentaci k systému, aby mohli začít připravovat úpravu svých odbavovacích systémů.
V dubnu 2018 ministerstvo dopravy poslalo materiál o postupu přípravy do meziresortního připomínkového řízení. Po vládě požadovalo souhlas, aby na projektu mohly spolupracovat státní podnik CENDIS patřící pod ministerstvo dopravy a státní podnik Státní pokladna spadající pod ministerstvo financí (viz Integrovaný informační systém Státní pokladny). Podle návrhu měl CENDIS vytvořit kompletní systém pro národní tarif a následně ho pak i provozovat, systém měl běžet na hardwaru Státní pokladny. Ministerstvo náklady na tvorbu systému a jeho provoz do roku 2025 odhadovalo na 210 milionů korun, z toho cenu samotného systému na 90 milionů korun. V říjnu 2018 již CENDIS vyčísloval náklady na vybudování systému a pouze čtyřletý provoz na 255 milionů korun.
Za reálné zahájení příprav bylo označeno uzavření a zveřejnění smlouvy státu se státním podnikem CENDIS v září 2018. CENDIS měl za 255 milionů korun celý systém navrhnout, vybudovat a následně čtyři roky provozovat.
Nejprve ministerstvo počítalo se zavedením od prosince 2020, kolem března 2018 uvažovalo o spuštění systému již k prosinci 2019, kvůli prodlevám z důvodu prověřování různých možností technického zajištění projektu a váhání ministerstva nad podpisem smlouvy byl nakonec v září 2018 jako plánovaný termín zavedení uváděn opět prosinec 2020. Plán spuštění byl koordinován s vládním harmonogramem soutěží o dotované vlakové linky, dle nějž v prvním balíku jsou rychlíky na tratích Pardubice – Liberec, Praha – Ústí nad Labem – Chomutov – Cheb a Ostrava – Opava – Krnov – Olomouc a vítězové soutěží by měli vyjet koncem roku 2020. V červnu 2019 se počítalo se spuštěním od prosince 2020, ale stále byla ještě ve hře i možnost spustit systém již od prosince 2019. V červenci 2019 ministerstvo dle svého prohlášení počítalo s plným spuštěním od prosince 2020 s tím, že v případě připravenosti dopravců může dojít k zahájení pilotního provozu na vybraných linkách již v první polovině roku 2020.
V červnu 2020 byl systém spuštěn v pilotní fázi a provoz se testuje na železničních tratích v Libereckém (linkové svazky: Česká Lípa – Rumburk) a Ústeckém kraji (linkové svazky: Plzeň–Most). Do tohoto provozu bylo zapojeno celkem pět dopravců – České dráhy, ARRIVA vlaky, RegioJet ÚK, Die Länderbahn CZ a GW Train Regio

## Název
Projekt má od počátku oficiální název Systém jednotného tarifu (SJT). Pro veřejnost se však používá zejména označení OneTicket - Jedna jízdenka, případně pouze Oneticket), kterým jsou označeny i jízdní doklady tohoto systému.

## Principy a provedení
V současnosti jednotný tarif platí na železnici ve všech vlacích jezdících v závazku veřejné služby a v dohledné době by se do něj měly zapojit i komerční spoje; Václav Henzl ze státního podniku CENDIS v září 2018 uvedl, že postupně by se mohl rozšířit i na integrované dopravní systémy a linkové autobusy.
Předností tohoto tarifu má být především flexibilita v cestování, z čehož vyplývá, že nemusí být oproti jiným tarifům vždy cenově nejvýhodnější. Tvůrci systému předpokládají, že cestování v rámci integrovaného dopravního systému kraje nebo akční nabídek dopravců bude i nadále levnější, a že proto SJT po zavedení převezme jen zhruba deset procent trhu. Ministerstvo od počátku předpokládalo, že dopravci v honbě za cestujícími budou na uzavřených relacích nabízet spíše nižší ceny. S rostoucím počtem vysoutěžených dopravců i připojených integrovaných systémů by pak měl význam jednotného tarifu a jeho využití na trhu stoupat. Tvůrci se snažili těsně kopírovat tržní cenu takovým způsobem, aby nenarušovali trh a aby dopravce nevnímal státní tarif tak, že mu kanibalizuje tržby. V rámci systému jednotného tarifu lze uplatnit státem nařízené slevy, ale nelze uplatnit komerční slevy jednotlivých dopravců.
Systém umožňuje cestovat na jeden jízdní doklad s více dopravci.
Jízdenka sama o sobě není vázána na konkrétní vlak, je však možné si k ní prostřednictvím systému doplnit místenky jednotlivých dopravců. Prostřednictvím systému je možné také objednat přepravu osob s omezenou schopností pohybu a orientace; lze tak učinit na webové stránce https://asistence.oneticket.cz/.  
Dopravci mohou i nadále poskytovat vlastní tarif a obchodní nabídky. Jednotný tarif uznávají na základě takzvané přístupové smlouvy s ministerstvem dopravy, jejíž uzavření je ze zákona povinné pro dopravu provozovanou na základě nově vysoutěžené objednávky státu nebo krajů. V ostatních případech (tj. komerční spoje) se dopravci mohou připojit k systému dobrovolně.
Za účelem rozpočítání tržeb mezi jednotlivé dopravce zúčastněné na plnění přepravní smlouvy jsou jízdenky (papírové i elektronické) opatřeny QR kódem, který v každém vlaku průvodčí načte odbavovacím zařízením. Z výsledných dat systém zrekonstruuje cestu cestujícího a podle podílu jednotlivých dopravců jim rozdělí tržbu. Pokud jízdenka nebude v průběhu cesty řádně validována, bude pracovat na základě statistického odhadu. Dopravci tak budou motivováni k zajišťování co nejdůslednější validace jízdenek, aby nebyli kráceni na podílu z tržeb.

## Jízdní doklady OneTicket

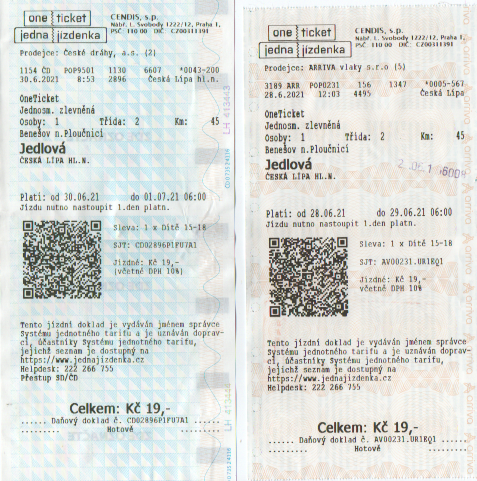
Jednotlivá jízdenka Oneticket vydaná ve vlaku; vlevo od Českých drah, vpravo od ARRIVA vlaky

Jízdenky Systému jednotného tarifu nesou označení OneTicket.
Tyto jízdenky prodávají a uznávají všichni dopravci zapojení do systému. Cena jízdenek je u všech dopravců stejná a při přepravě není rozhodující, který dopravce jízdenku vydal.
Tarif je řešen jako relační, cena jízdenky se tedy stanovuje podle počtu ujetých kilometrů. Dostupné jsou následující druhy jízdenek:
- jízdenky pro jednotlivou jízdu (jednosměrné a zpáteční)
- traťové jízdenky pro neomezený počet jízd po určené trati (7, 30 a 90denní)
- celosíťová časová jízdenka bez omezení počtu jízd a ujeté vzdálenosti s platností 7, 30, 90, 180 nebo 365 dní.[12]

Jízdenky jsou prodávány jako:
- papírové, které se vydávají u pokladní přepážky nebo ve vlaku
- elektronické, které se prodává přes eshop www.oneticket.cz, eshopy jednotlivých zapojených dopravců, případně pomocí mobilní aplikace (jak aplikace OneTicket, tak aplikace zapojených dopravců).

Pravidelný cestující si může zakoupit také věrnostní aplikaci SJT25, která mu poskytne 25procentní slevu z jednosměrného nebo zpátečního jízdného. Na rozdíl od slevových aplikací Českých drah (IN25, IN50...) však neposkytuje slevu na traťové jízdenky. 

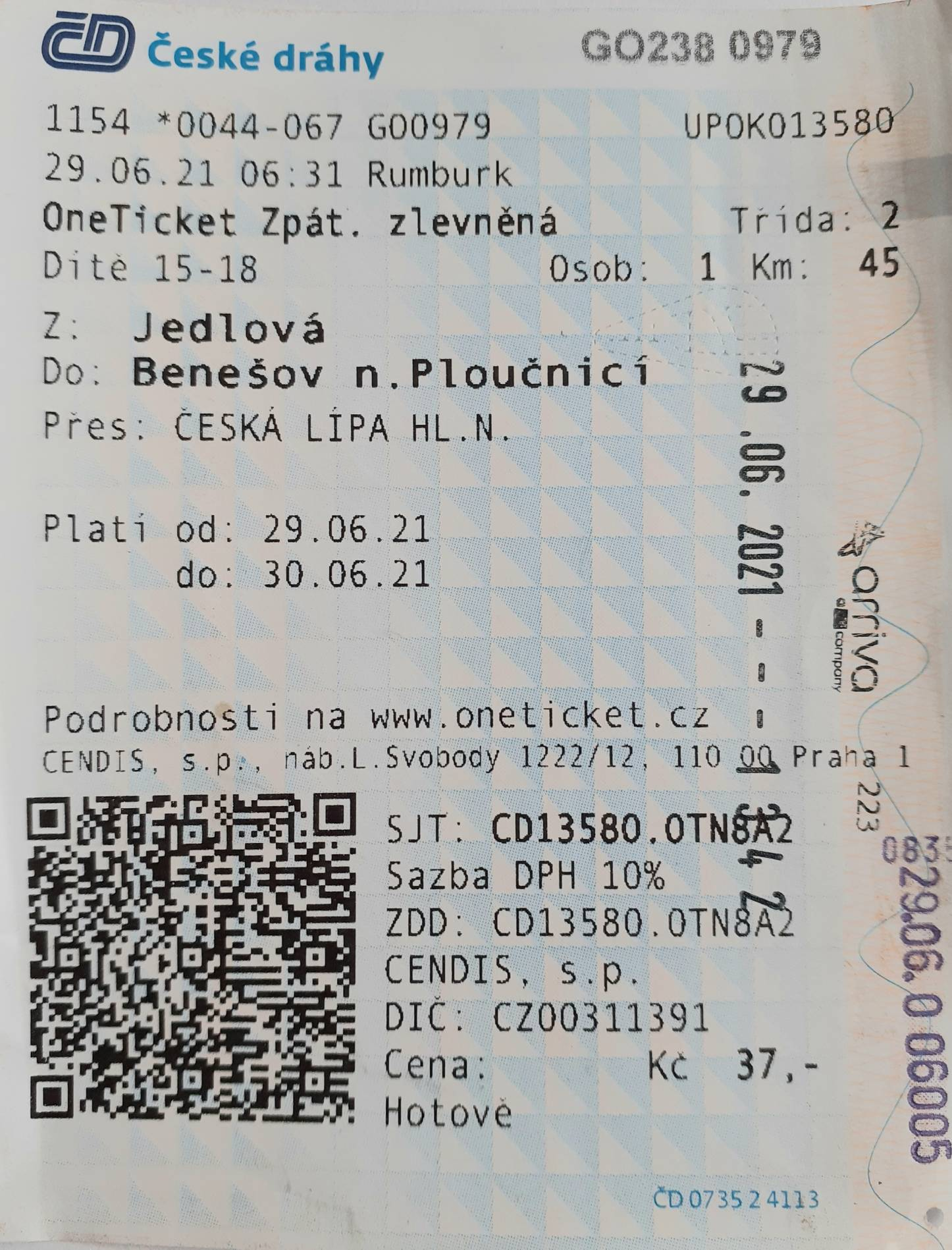
Zpáteční jízdenka Oneticket vydaná z pokladny ČD

Vzhled všech jízdenek Oneticket (bez ohledu na vydávajícího dopravce) musí splňovat jednotné podmínky. Nejdůležitější je umístění QR kódu, který slouží pro validaci jízdenky a následné rozpočítání tržby mezi jednotlivé dopravce zúčastněné na plnění přepravní smlouvy, podle skutečné jízdy cestujícího.